# Lưu Thi Văn
Lưu Thi Văn (giản thể: 刘诗雯; phồn thể: 劉詩雯; bính âm: Liú Shīwén; sinh 12 tháng 4 năm 1991) là tay vợt người Trung Quốc.